# Asbis
 Asbis Enterprises plc  ist ein in Zypern ansässiges Unternehmen mit Sitz in Limassol, das mit Produkten der Informations- und Kommunikationstechnologie handelt. Es vertreibt Fertigprodukte und IT-Komponenten wie Tablets, Smartphones, Laptops, Desktop-Computer, Server und Netzwerkausrüstung an den Einzelhandel, Firmenkunden und den Großhandel. Das Unternehmen ist offizieller Distributor von Marken wie Advanced Micro Devices („AMD“), Seagate Technology, Western Digital, Samsung, Microsoft, Toshiba, Dell, Acer, Hitachi, Gigabyte, Lenovo und Apple.
Daneben erwirtschaftet das Unternehmen einen erheblichen Teil seines Umsatzes mit dem Verkauf von IT- und Unterhaltungselektronikprodukten unter den eigenen Marken Prestigio, Canyon, Perenio, AENO und Lorgar.
Den größten Teil des Umsatzes erwirtschaftete Asbis 2021 mit Mobiltelefonen (ca. 35 %), Laptops (ca. 9 %) und Central Processing Units (ca. 9 %). Nach Regionen unterteilt, wurde 2022 der größte Teil des Umsatzes in den Staaten der ehemaligen Sowjetunion (52,3 %) erwirtschaftet, gefolgt von Mittel- und Osteuropa (24,3 %).
Asbis ist an der Warschauer Börse im polnischen Mittelwerteindex mWIG40 notiert.

## Geschichte
Das Unternehmen wurde 1990 in Minsk, Belarus, von Sjarhej Kaszewitsch gegründet, der 2023 noch CEO und Chairman ist und 36,8 % der Anteile hält. Die wichtigsten Tätigkeiten waren Design und Entwicklung von Dünnschicht-Magnetköpfen, PC-Montage, kommerzielle Reparatur von Festplatten in der gesamten UdSSR. 1992 wurde die erste Vereinbarung mit dem globalen IT-Anbieter Seagate Technology unterzeichnet. 1995 wurde die Holding auf Zypern gegründet und der Sitz nach Limassol verlegt.
1997 wurde ein Umsatz von über 100 Mio. US-Dollar erzielt. Im Rahmen des weiteren Wachstums eröffnete Asbis lokale Niederlassungen in ganz Europa. 1999 wurde in Prag ein regionales Distributionszentrum eingerichtet, um eigene Tochtergesellschaften und Schlüsselkunden in 10 Ländern Mittel- und Osteuropas zu bedienen. Im Jahr 2000 wurde das Distributionszentrum in Dubai als Hauptdrehkreuz für die Golfstaaten und Zentralasien eingerichtet. Das Unternehmen erzielte einen Umsatz von 285 Millionen US-Dollar und verfügte im Jahr 2002 über 32 Niederlassungen in 22 Ländern. 2004 erstreckte sich die Geschäftstätigkeit über den gesamten afrikanischen Kontinent. Mit Südafrika wurde eine Präsenz im 26. Land geschaffen.
Am 25. Oktober 2006 wurde Asbis an der Londoner Börse notiert. Im Jahr darauf wurde das Unternehmen an der Warschauer Börse zugelassen. Die aufkommende Finanzkrise 2008/2009 hat das Unternehmen einigermaßen schadlos überstanden. In den Folgejahren wurden weitere Vertriebsvereinbarungen in der EMEA-Region unterzeichnet. Im Jahr 2009 unterzeichnete Asbis zur Bewältigung der Folgen der Finanzkrise 25 neue Vertriebsvereinbarungen, darunter die mit Apple für Georgien und neun Ländern der Gemeinschaft Unabhängiger Staaten (GUS).
Im Jahr 2011 begann Asbis mit dem Verkauf von Tablets und 2012 von Smartphones unter der Eigenmarke Prestigio. 2014 waren zwei der wichtigsten Märkte – Russland und die Ukraine – von politischen und wirtschaftlichen Turbulenzen betroffen, die die Umsätze in diesen Regionen dramatisch zurückgehen ließen. 2019 wurde das belarussische Unternehmens Avectis Alc übernommen.